# Malesherbia tubulosa
Malesherbia tubulosa är en passionsblomsväxtart som först beskrevs av Antonio José Cavanilles, och fick sitt nu gällande namn av J. A. St.-hil.. Malesherbia tubulosa ingår i släktet Malesherbia och familjen passionsblomsväxter. Inga underarter finns listade i Catalogue of Life.